# (5560) Amytis
(5560) Amytis (1990 MX) – planetoida z pasa głównego asteroid okrążająca Słońce w ciągu 3,46 lat w średniej odległości 2,29 j.a. Odkryta 27 czerwca 1990 roku.